# Corbin Building
Le Corbin Building, également appelé 13 John Street et 192 Broadway, est un immeuble de bureaux historique, situé à l'angle nord-est de John Street et Broadway, dans le quartier financier de Manhattan à New York, aux États-Unis. Il est construit en 1888-1889 en tant qu'aménagement spéculatif et est conçu par Francis H. Kimball dans le style néo-roman avec des détails gothiques français. Le bâtiment est nommé d'après Austin Corbin (en), un des présidents du Long Island Railroad qui a également fondé plusieurs banques.
Le bâtiment Corbin présente un extérieur polychrome en brique, en grès brun et en terracotta avec des arcs arrondis et des détails en terre cuite, tandis que ses plafonds voûtés intérieurs utilisent un système de tuiles Guastavino (en). Structurellement, il précède l'utilisation d'un squelette en acier, pour les gratte-ciel, en utilisant des poutres en fonte et des murs en maçonnerie qui sont porteurs. Il est situé sur un terrain étroit et trapézoïdal avec une façade de 49 mètres sur John Street et de 6,1 mètres sur Broadway. Le Corbin Building est beaucoup plus haut que les autres bâtiments de l'époque où il est construit.
Le Corbin Building est érigé comme une entreprise spéculative pour servir de bureaux ou de logements. Le bâtiment est réhabilité par la Metropolitan Transportation Authority (MTA) dans le cadre de son projet Fulton Center, qui comprenait l'amélioration de la station de métro adjacente de la rue Fulton, dans la ville de New York.
Le bâtiment est ajouté au registre national des lieux historiques, le 18 décembre 2003 et est désigné comme point de repère de la ville de New York, le 23 juin 2015.

## Site
Le Corbin Building se trouve dans le quartier financier de Manhattan à New York, à l'angle nord-est de Broadway et de John Street. Le 195 Broadway est au nord-ouest, tandis que le siège du métro de New York, le Fulton Building, est au nord. Le terrain a une forme trapézoïdale irrégulière et mesure 6,1 m, sur Broadway à l'ouest, 50 m sur John Street au sud, 15 m à l'est, et 49 m au nord.

## Conception
Francis H. Kimball conçoit le Corbin Building. La plus grande partie du bâtiment fait huit étages de haut, mais il y a également deux tours, d'un seul étage, avec des toits pyramidaux, aux extrémités ouest et est.
Le Corbin Building est considéré comme un bâtiment « transitoire », dans l'histoire des premiers gratte-ciel : il est développé après l'introduction de l'ascenseur mais avant la construction des gratte-ciel à ossature. La structure interne comporte des poutres horizontales en fer forgé et des poutres en fonte, bien que le bâtiment ait également été soutenu par des briques, du béton, de la terre cuite et des tuiles, qui ont également servi à ignifuger la structure. La structure interne est soutenue par des murs en maçonnerie qui sont porteurs. Le Corbin Building utilise une « construction en cage » dans laquelle la structure en acier soutient les planchers, mais pas les murs extérieurs. La tuile Guastavino (en) est utilisée, au niveau des plafonds, du toit et des planchers, pour fournir une protection supplémentaire contre le feu et le bâtiment est supposé être la première structure à utiliser une telle technologie,,.
Le Corbin Building a une hauteur de 41 mètres. Comme la structure interne n'est pas entièrement en acier, les gratte-ciel des années 1880, comme le Corbin Building, sont généralement limités à dix étages.
En tant que tel, il est nettement plus élevé que les autres à l'époque où il est construit. Il est considéré comme le plus haut bâtiment commercial de la ville de New York au moment de son achèvement, mais les bâtiments du New-York Tribune et de la Western Union, de 1873, dépassent de loin la hauteur du Corbin Building, avec respectivement 79 et 70 mètres. L'écrivain architectural Robert A. M. Stern déclare que les « petits bâtiments de remplissage » tels que le Corbin Building ont eu tendance à « expérimenter de nouvelles formes et des compositions inhabituelles », à partir de 1880,.

### Façade
Le bâtiment a des façades sur Broadway et John Street, avec un segment sur Broadway et huit sur John Street. Les façades sont divisées horizontalement, en un rez-de-chaussée, deux sections intermédiaires de trois étages chacune et un grenier. Les trois étages inférieurs, des deux côtés, sont en grès brun de Long Meadow, tandis que les étages supérieurs sont revêtus de briques claires entourées de terre cuite rouge-brun,. Sur les deux façades visibles, des corniches marcapiano sont présentes, au-dessus des quatre premiers étages, ainsi qu'au-dessus du septième étage. Une corniche en terre cuite, ressemblant à une arcade, court au-dessus du huitième étage, tandis qu'une corniche en terre cuite, plus petite, passe au-dessus du neuvième étage. Les décorations du Corbin Building ressemblent à celles utilisées sur d'autres structures voisines, comme le Potter Building et le Temple Court Building.
Un motif de fenêtrage identique est utilisé sur la façade de Broadway et sur l'une ou l'autre des baies les plus extérieures de John Street, appelées collectivement les baies d'extrémité. Ces baies forment les façades des pavillons d'extrémité, les seules parties du bâtiment qui ont neuf étages de haut. Le rez-de-chaussée de la façade de Broadway et la baie la plus à l'ouest, sur John Street ont des arcs en pierre soutenus par des piliers en pierre, tandis que dans la baie la plus à l'est, sur John Street, le rez-de-chaussée a une entrée de service. La corniche au-dessus du premier étage des baies d'extrémité est soutenue par des tasseaux et fait office d'appui de fenêtre pour le deuxième étage. Les deuxième à quatrième étages, des baies d'extrémité, sont situés dans des arcs en plein cintre à trois étages,. Les cinquième et sixième étages, des baies d'extrémité, se composent d'une paire d'arcs doubles avec des entourages et des écoinçons, en terre cuite ornée. Le cinquième étage a quatre fenêtres à guillotine sur chaque baie, tandis que le sixième étage a quatre fenêtres à guillotine sous une barre d'imposte, avec deux fenêtres en arc. Le septième étage de chaque baie d'extrémité est composé de deux paires de fenêtres cintrées d'une seule hauteur dans chaque baie, avec des encadrements en terre cuite. Le huitième étage de chaque baie d'extrémité comporte trois fenêtres en arc segmenté avec quatre pilastres en terre cuite, tandis que le neuvième étage comporte cinq arcs en plein cintre étroits, dont deux sont remplis de briques.
Les six baies centrales de John Street utilisent également un modèle de fenestration identique les unes aux autres. Au niveau du sol, l'entrée principale du bâtiment se trouve sur la deuxième baie en provenance de l'est, et est encastrée dans un arc rond décoratif. L'intérieur de l'arc contient des détails ornés, tandis que l'extérieur est soutenu par de lourds piliers de pierre et est surmonté d'une clé de voûte, d'une moulure gothique et d'une petite arcature aveugle, composée de quatre paires d'arcs. Les autres baies contiennent une annexe en acier et en verre avec des portes conduisant à l'intérieur, à un ensemble d'escaliers roulants, qui à leur tour sont reliés au Centre Fulton. Du deuxième au quatrième étage, les six baies centrales contiennent 2, 3, 3, 3, 3, puis 2 fenêtres par étage, d'ouest en est. Les fenêtres du deuxième et du troisième étage sont rectangulaires, avec des appuis de fenêtre en saillie, tandis que les fenêtres du quatrième étage sont cintrées avec des encadrements en terre cuite. Les cinquième à septième étages des baies centrales contiennent des arcs en plein cintre à trois étages. Au huitième étage, chacune des baies centrales possède trois fenêtres, en arc segmenté, avec des pilastres en terre cuite, comme dans les baies d'extrémité,.

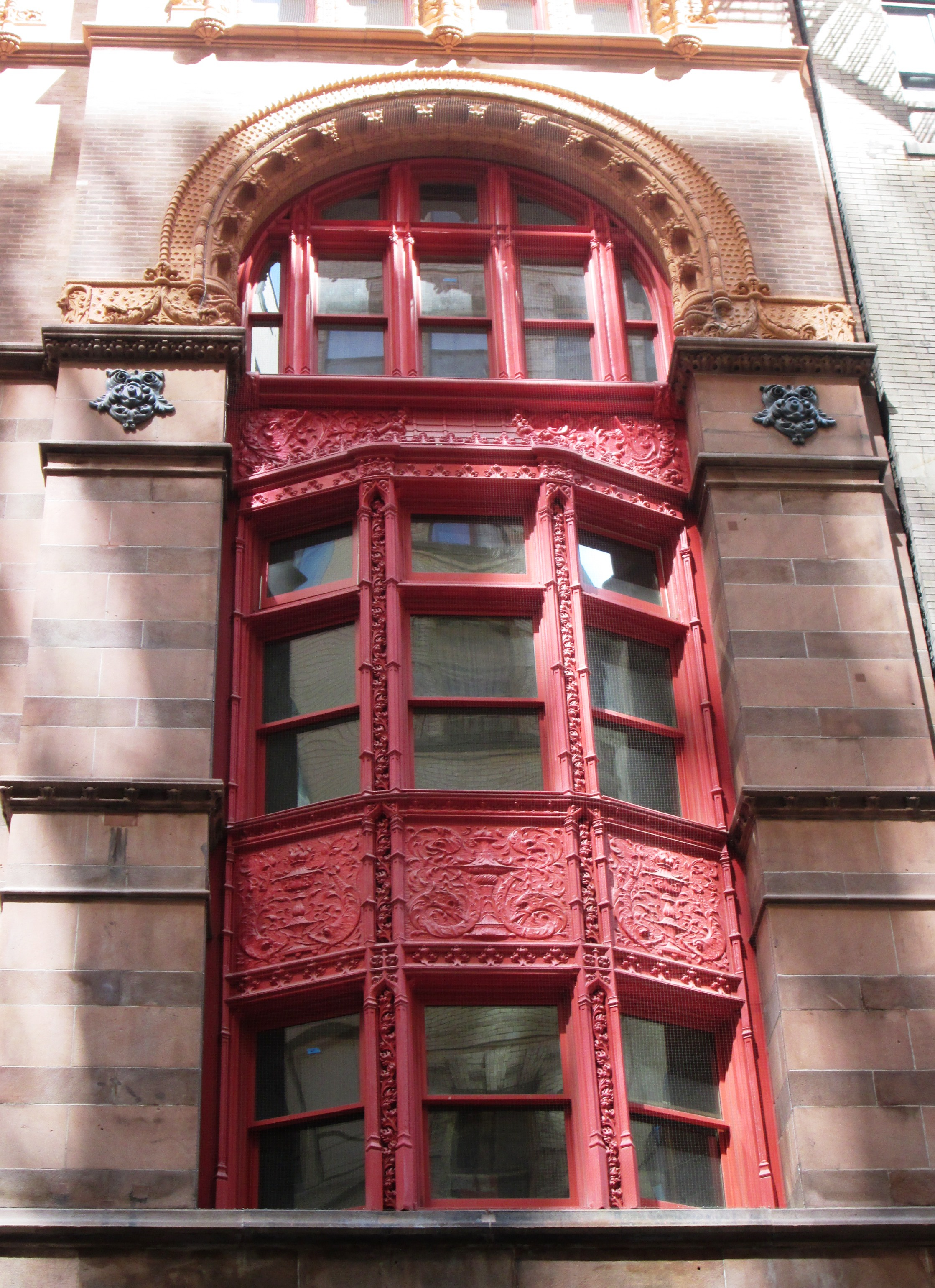
Fenêtres cintrées à triple niveau, sur John Street.

Les fenêtres des arcs à triple niveau (du deuxième au quatrième étage sur les baies d'extrémité, et du cinquième au septième étage sur les baies centrales) ont des encadrements en fonte, avec des éléments décoratifs foliacés de style gothique. Chaque étage des triples arcs est séparé par des écoinçons décoratifs. Les deux étages inférieurs, de chaque triple arche, contiennent une grille de trois vitres par trois vitres à chaque étage. Des meneaux verticaux décoratifs séparent les vitres de chaque travée, qui sont légèrement inclinées vers l'extérieur, tandis que les impostes horizontales ne sont pas décorées.
L'étage supérieur de chaque arc triple comporte cinq vitres : deux sous les côtés de l'arc triple et trois sous le centre avec des impostes horizontales,.

### Intérieur
L'espace intérieur est relativement étroit par rapport aux autres bâtiments du Financial District, puisqu'il mesure 14 mètres de large à son point le plus large. Il y a une cour lumineuse, à l'intérieur, du bâtiment Corbin qui illumine du deuxième au huitième étage avec  un grand escalier ouvert, avec des rampes en bois, en métal ainsi que des panneaux de garde-corps et des poteaux d'angle. Un banc d'ascenseur se trouve près de l'escalier.
Le rez-de-chaussée sert de banque et a un plan ouvert,.
Les poutres sont fixées à des colonnes métalliques entre le plafond du premier étage et le toit du bâtiment, formant ainsi la cour lumineuse. Depuis sa rénovation au début du 21e siècle, le rez-de-chaussée contient des espaces commerciaux et des escaliers roulants en direction de la station de métro de la rue Fulton, avec une entrée directe sur le quai de la station Lexington Avenue Line (desservie par les trains 4 et 5). Un total de 2 900 m2 d'espace de bureaux commerciaux est loué dans les niveaux supérieurs de l'immeuble.
Une structure interstitielle est construite entre le Corbin Building et le Fulton Center avec un monte-charge et deux ascenseurs pour les passagers. Cet ajout rend le Corbin Building conforme aux réglementations modernes en matière de construction et lui apporte un soutien supplémentaire. Toutefois, le bâtiment interstitiel est considéré comme faisant partie du bâtiment principal du Fulton Center, au nord.

## Histoire
Le site du Corbin Building appartient, tout au long du XIXe siècle, à l'église collégiale réformée protestante néerlandaise (en), bien que les archives n'indiquent pas quand l'église a acquis le site.
Le site pourrait avoir fait partie d'un legs de John Haberdinck, à l'église, en 1724,. Le lot est loué, en 1869, à la North American Fire Insurance Company, qui fait défaut, sur le site, trois ans plus tard. Austin Corbin (en), président du Long Island Railroad, acquiert le site, en 1881, alors qu'il y a déjà quatre bâtiments sur celui-ci. En 1886, il signe un bail, de 21 ans, avec l'église, dans lequel il doit payer 18 000 dollars de loyer annuel,. Les registres de propriété montrent que, dans le cadre de l'accord, Corbin ne construirait pas d'église, d'école, d'hôpital, de bâtiment de bienfaisance, de théâtre, de musée, de maison de jeu, de débit de boissons ou de « bâtiment à usage nocif » sur ce qui deviendrait le site du Corbin Building.

### Construction et utilisation initiale

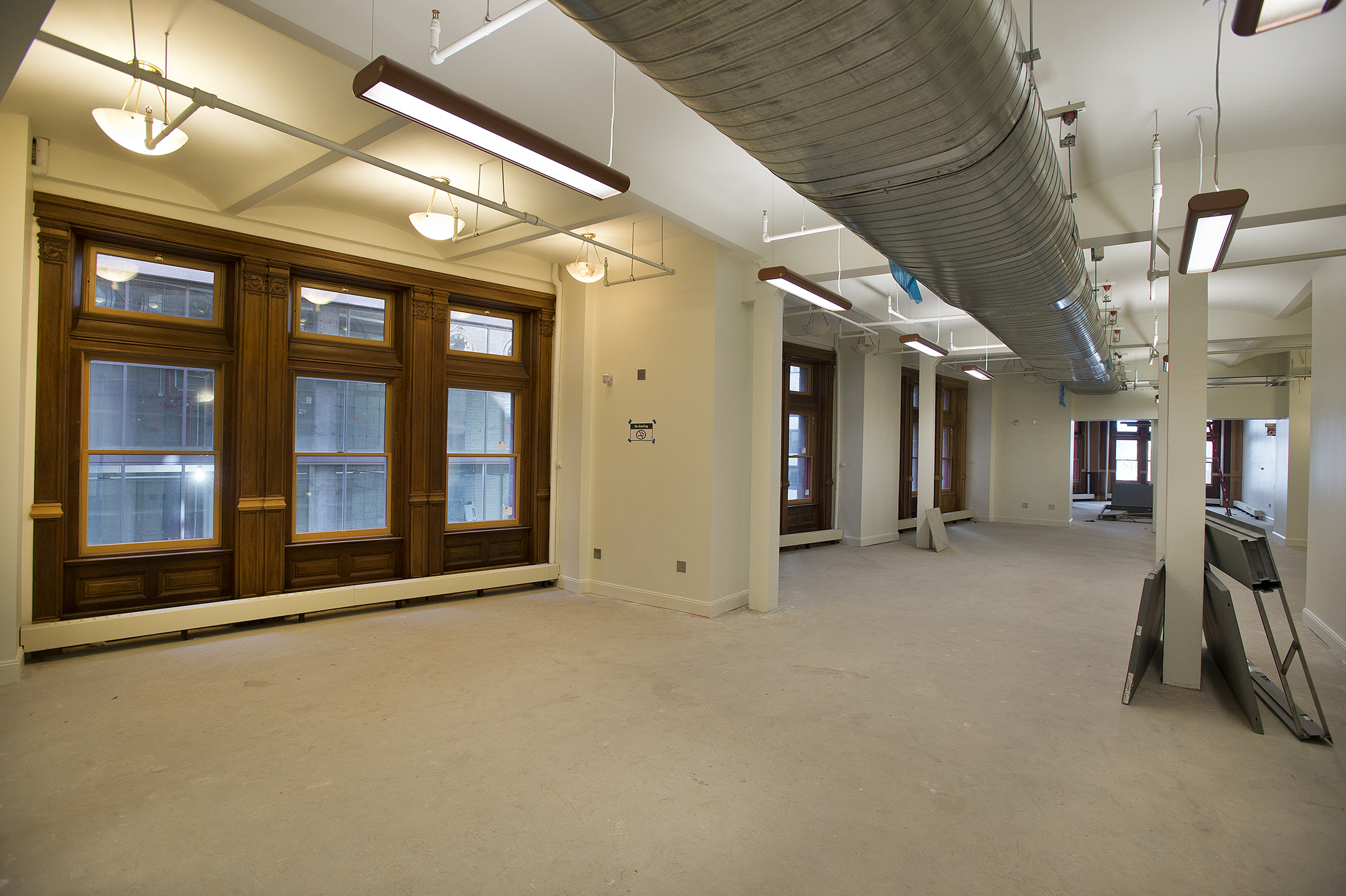
Intérieur du bâtiment durant la restauration de 2013.

Corbin souhaitait concevoir un bâtiment sur la propriété, qui abriterait son entreprise bancaire, avec un espace supplémentaire qu'il lui resterait à louer,. Stephen Decatur Hatch (en) a été répertorié comme le concepteur original, mais il n'est pas connu pour avoir un quelconque lien avec la conception finale,. La conception de Kimball pour le Corbin Building est influencée par son expérience antérieure dans l'utilisation d'éléments décoratifs en terre cuite, comme au Casino Theatre,,. Conçu comme un projet spéculatif, le Corbin Building est construit en 11 mois, entre 1888 et 1889,.
La Corbin Banking Company loue des locaux dans le bâtiment jusqu'à ce qu'elle fasse faillite en 1907. Elle vend ensuite le bâtiment, en 1908, à la Chatham National Bank of New York ; à l'époque, le terrain est encore détenu par l'Église réformée néerlandaise. La Chatham National est locataire à long terme du rez-de-chaussée. La Corbin Banking Company est apparemment devenue une filiale de Chatham National, et en 1925, la Schulte Cigar Stores Company achète le bâtiment et le bail du terrain à la Chatham National. En 1937, le bijoutier Herman A. Groen loue l'espace du coin à l'Église réformée néerlandaise.

### Rénovation

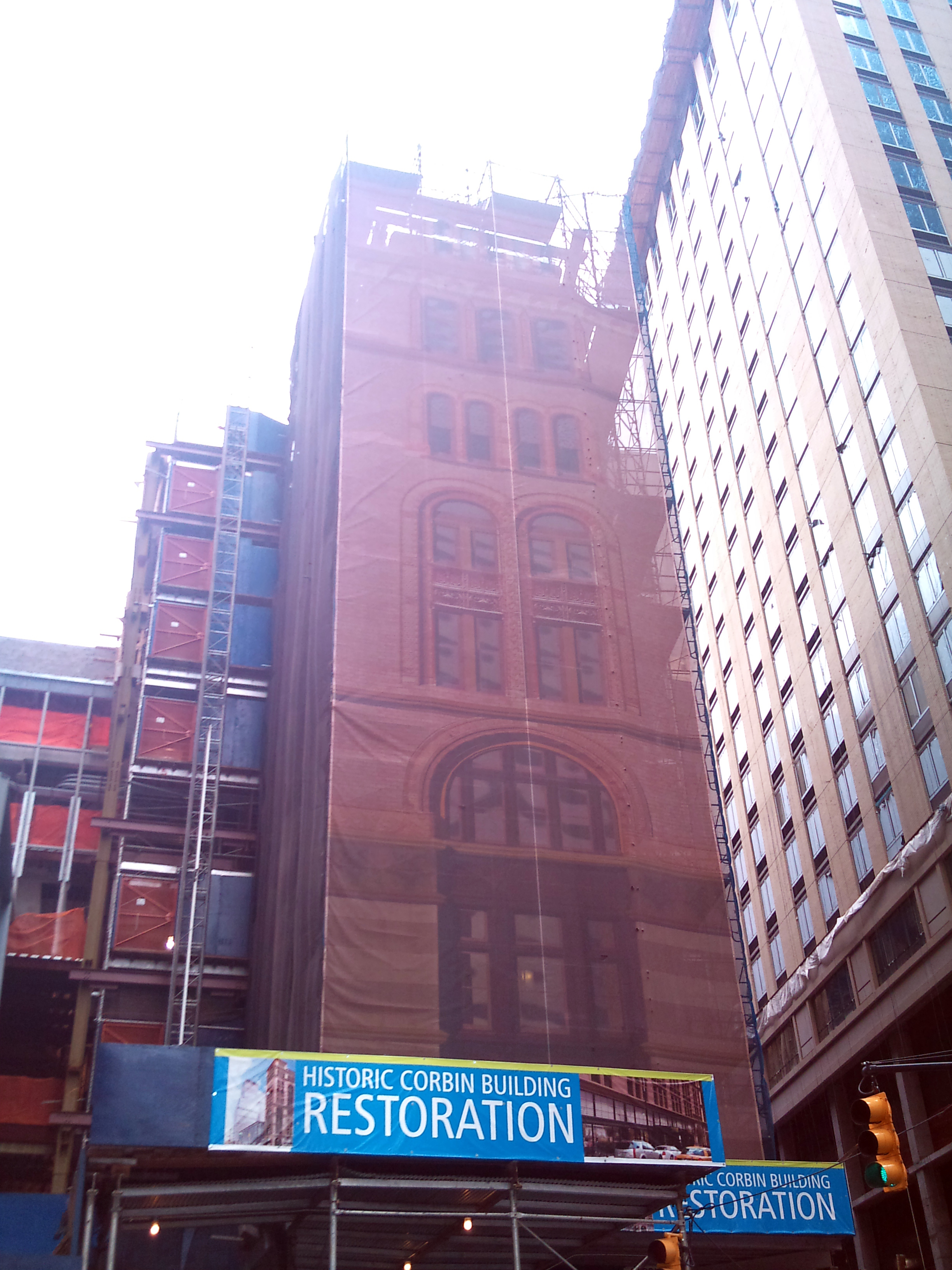
Le Corbin Building durant les travaux de rénovation.

Après que plusieurs éléments de l'infrastructure de circulation de Lower Manhattan aient été détruits ou gravement endommagés lors des attaques du 11 septembre 2001, les responsables gouvernementaux proposent de réaménager le passage dans le quartier, à hauteur de 7 milliards de dollars, dont le Fulton Center,.
Après l'annonce du projet du Fulton Center, le Fonds mondial pour les monuments classe le Corbin Building parmi les 100 sites historiques les plus menacés au monde, et parmi les quelque 300 sites historiques du Lower Manhattan.
La Metropolitan Transportation Authority (MTA), qui rénovait le Fulton Center, a envisagé plusieurs options qui consisteraient soit à démolir le Corbin Building, soit à le laisser tel quel, soit à l'intégrer au Fulton Center. Le MTA mené un rapport sur le Corbin Building et conclut qu'il a une importance historique. D'autres bâtiments, tels que l'emplacement voisin des Childs Restaurants et le Girard Building sur Broadway, sont démolis. Le bâtiment est ajouté au National Register of Historic Places (NRHP), en 2003.
La même année, les baies d'extrémité et l'entrée principale sont nettoyées et rénovées. En 2005, le bâtiment Corbin est désigné comme bien contributif au district historique de Fulton-Nassau, un district du NRHP.
Le bâtiment est réhabilité dans le cadre du projet du Fulton Center, avec Judlau Contracting comme entrepreneur principal, Page Ayres Cowley Architects comme sous-consultants et Arup Group comme concepteur. Le projet a coûté 59 millions de dollars. Le rez-de-chaussée et le sous-sol du bâtiment sont intégrés au Fulton Center, servant d'entrée à la station de métro, située en dessous. Pendant la rénovation, le bâtiment Corbin a été étayé par des mini-pieux qui sont placés manuellement en raison de la faible superficie du terrain. Des capteurs et autres dispositifs ont été utilisés pour assurer la sécurité du bâtiment,. Les travaux de fondation ont permis de découvrir un puits tapissé de pierre, qui contenait des artefacts datant de la fin du XIXe siècle et du début du XXe siècle, tels que des journaux de 1889, une facture pour une entreprise de bijouterie et des comptes manuscrits de transactions boursières. Le soutènement était nécessaire en raison de la réhabilitation des quais des trains 4 et 5 et de la construction du bâtiment de transit. Le bâtiment dans son ensemble est intégré au projet du Fulton Center, avec des escaliers roulants sur la rue John qui descendent vers les quais des trains 4 et 5 et le bâtiment Fulton.
Le Corbin Building rouvre ses portes en décembre 2012, et les espaces commerciaux sont revenus au rez-de-chaussée. En 2015, le Corbin Building est désigné comme point de repère de la ville par la Commission de conservation des monuments de la ville de New York. WeWork a loué des espaces de travail dans le Corbin Building, en 2016,.

## Accueil critique
Le Real Estate Record and Guide décrit le Corbin Building, en 1898, comme « un autre exemple de décoration abondante des surfaces » par Kimball, en plus de son précédent bâtiment Our Saviour New York (en). Le Guide affirme que les surfaces, « avec la couleur de la terre cuite, produisent des effets à la fois agréables et variés, et presque inatteignables avec tout autre matériau ». Un autre critique du Guide déclare que le bâtiment est « en de nombreux points très réussi, et en tout point extrêmement intéressant », bien que le critique anonyme ait désapprouvé la division de la façade en deux sections horizontales, plutôt qu'en trois. Le critique d'architecture Montgomery Schuyler (en) considére également de manière négative la division de la façade du Corbin Building par Kimball en deux sections. Cependant, Schuyler déclare que le contraste entre la base en grès brun et les étages supérieurs en briques et en terre cuite a contribué à unir les deux sections, et a également fait l'éloge du pavillon Broadway « qui se transforme naturellement et efficacement en tour »,.
Les critiques modernes ont également fait l'éloge du Corbin Building. Les architectes Sarah Landau (en) et Carl W. Condit (en) écrivent, en 1996, que le bâtiment présente « des détails fins et des proportions dures ». David W. Dunlap (en) du New York Times écrit, en 2003, que « le Corbin Building ressemble à un aqueduc romain avec des fleurons de la Renaissance française, des arcs sur arcs sur des arcs »,. Dunlap affirme à l'époque que la plupart des étages supérieurs sont intacts alors que le rez-de-chaussée a été considérablement remanié.
Après la démolition d'autres structures à proximité, au début du XXe siècle, la cinquième édition du Guide de New York de l'AIA (2010) qualifie le Corbin Building de « bout de livre élancé au coin, sans livres à tenir ». Le livre décrit les arcs des étages supérieurs comme « affirmant une forte individualité au-dessus d'un coin commercial sordide ».

### Source de la traduction
- (en) Cet article est partiellement ou en totalité issu de l’article de Wikipédia en anglais intitulé « Corbin Building » (voir la liste des auteurs).